# Zamek w Korcu
Zamek w Korcu – ruiny zamku zbudowanego w XIV wieku w Korcu i przebudowanego na barokową rezydencję w XVIII wieku. Główne gniazdo książęcego rodu Koreckich herbu Pogoń. 

## Opis

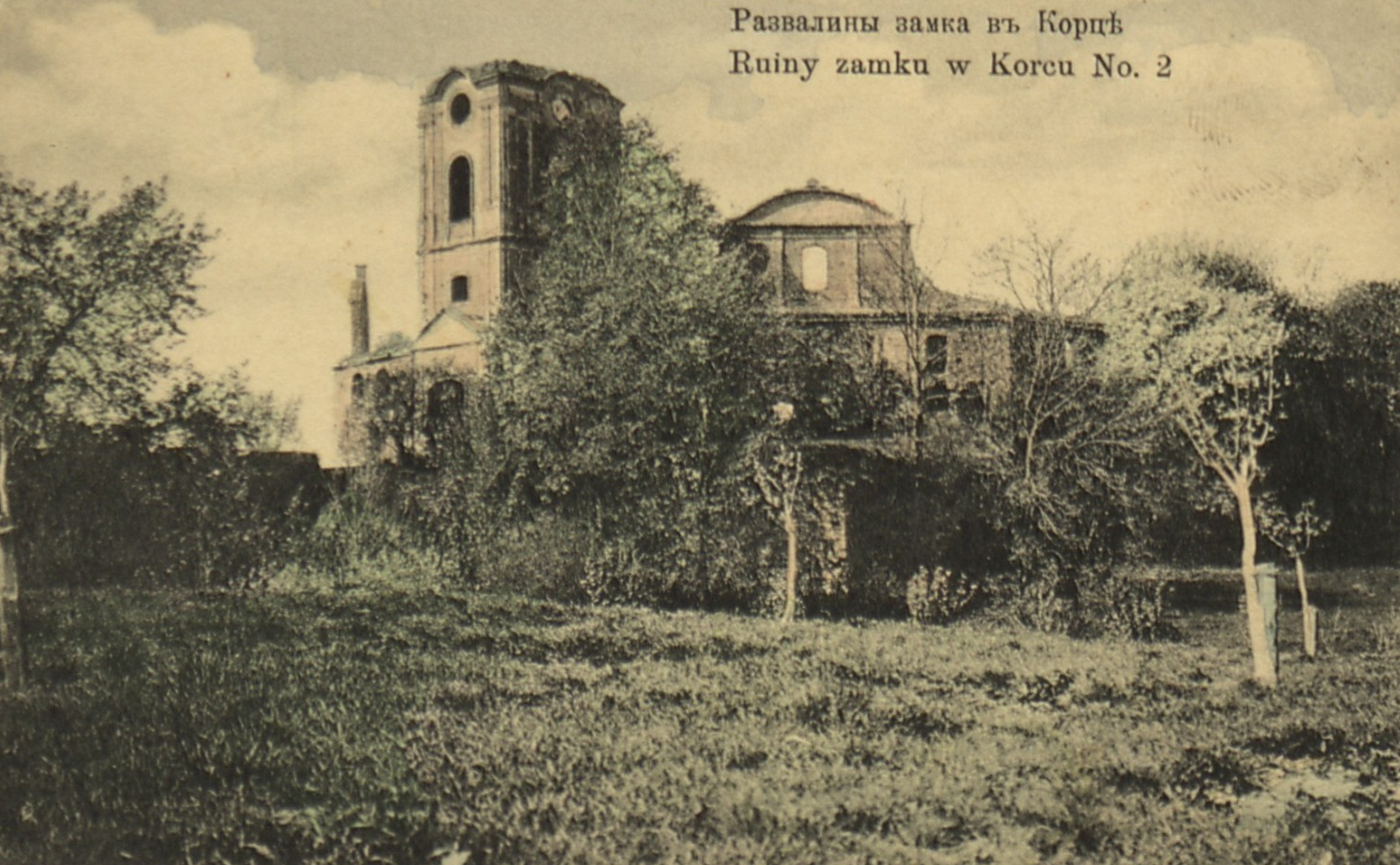
Ruiny zamku na początku XX w.

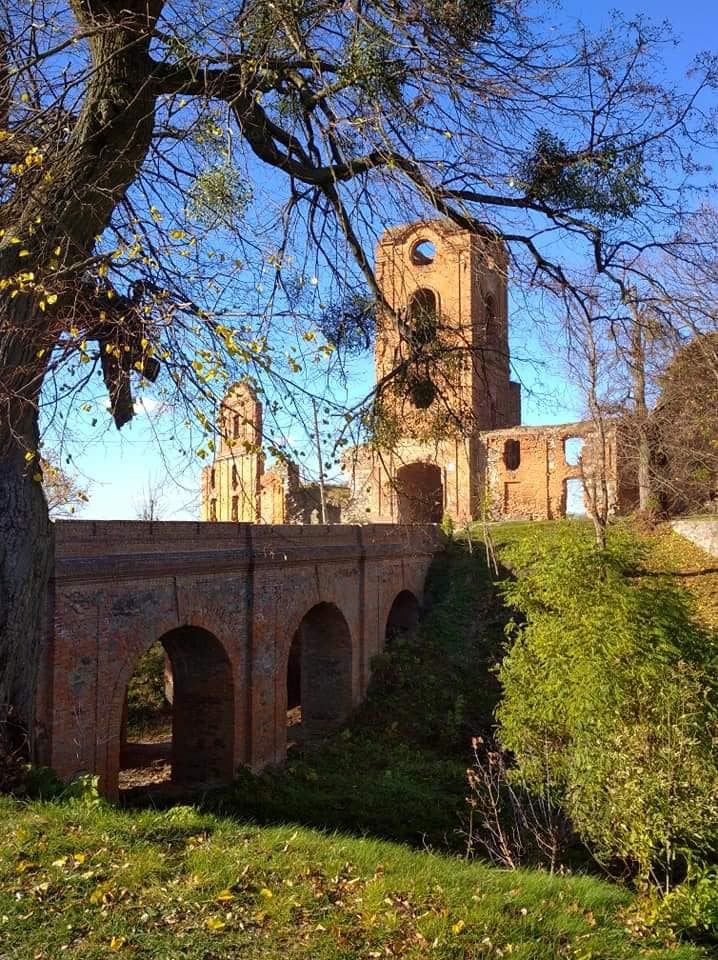
Ruiny zamku w 2021

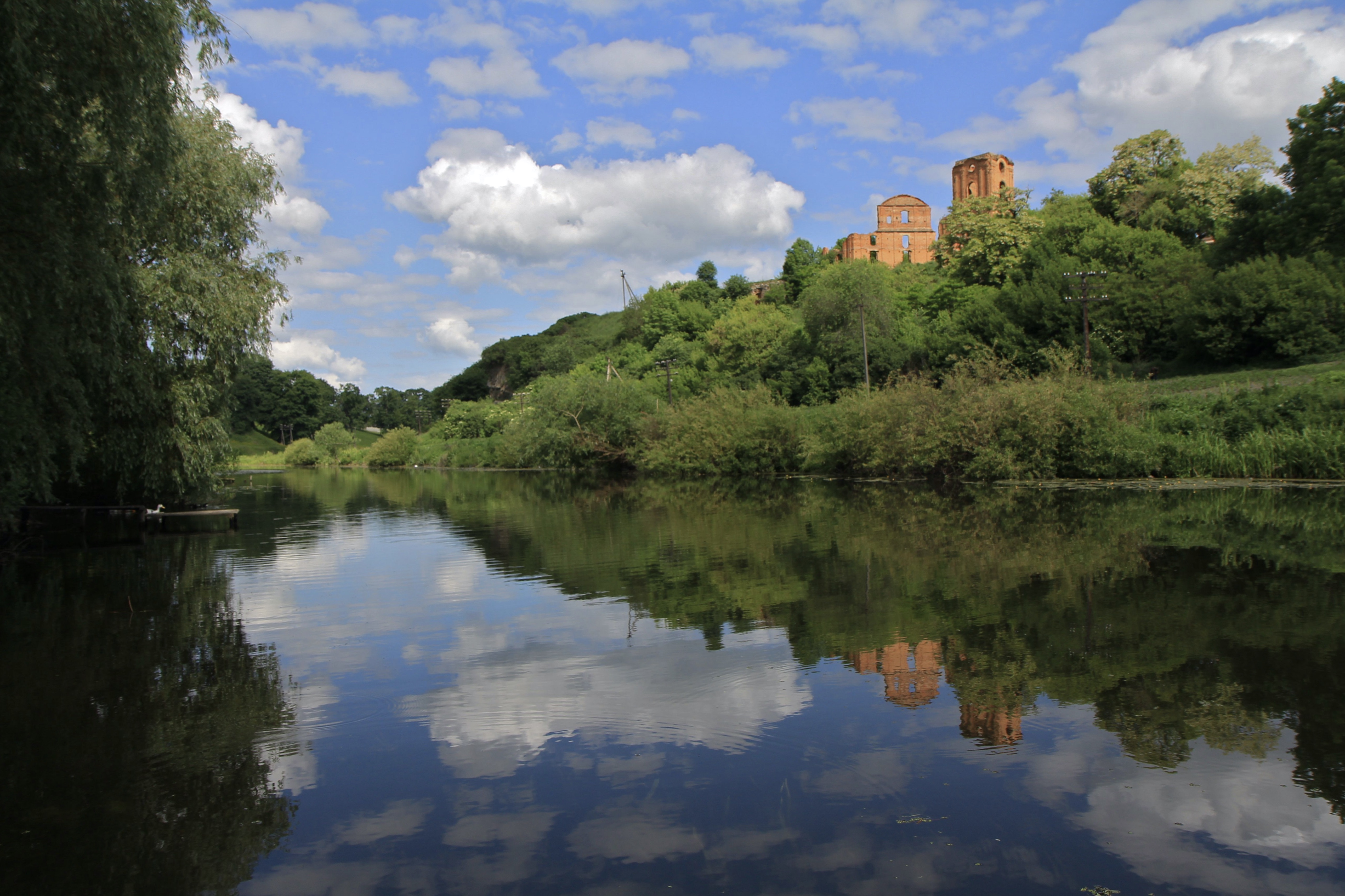
Jar rzeki Korczyk

Zamek posadowiony został na granitowej skale na wzgórzu wznoszącym się nad jarem rzeki Korczyk. Początkowo była to  fortyfikacja zbudowana z drewna. Po jej spaleniu przez Tatarów w 1570 roku, wojewoda wołyński Bohusz Korecki (lub jego syn Joachim) wzniósł nowy zamek, tym razem murowany. Obiekt ten przypuszczalnie był rozbudowany w XVII wieku. W 1651 roku zmarł starosta Samuel Karol Korecki, który był ostatnim przedstawicielem rodu i zamek wraz z otaczającymi go dobrami przeszedł w ręce ich krewnych Leszczyńskich. Na początku ХVІІІ w. dobra objęli Czartoryscy, którzy odtąd nazywali się Czartoryskimi na Korcu. Zamek ten spłonął w XVIII wieku. W latach 20. XX wieku ówczesny właściciel Bniński podjął inicjatywę na celu odbudowy zamku, jednakże zamierzenia te nie zostały zrealizowane. Najlepiej zachowanymi elementami budowli są trójkondygnacyjna barokowa wieża bramna oraz mury: wschodni i północny. Zachował się murowany most prowadzący do zamku. 

## Pałac
Na miejscu zamku w 1780/1788 r. ówczesny właściciel zamku, Józef Klemens Czartoryski, wykorzystując resztki murów, zbudował barokową rezydencję pałacową. Obiekt ten spłonął w 1832 roku i nie został odbudowany pozostając do czasów współczesnych w ruinie.